# Championnat de Bulgarie de hockey sur glace
Le Championnat de Bulgarie de hockey sur glace, en bulgare Държавното първенство по хокей на лед, est le plus haut niveau bulgare de hockey sur glace; il a été fondé en 1949.

## Palmarès
Liste des champions :
- 2022 : HC NSA Sofia
- 2021 : Irbis-Skate Sofia
- 2020 : Irbis-Skate Sofia
- 2019 : Irbis-Skate Sofia
- 2018 : Irbis-Skate Sofia
- 2017 : Irbis-Skate Sofia
- 2016 : Irbis-Skate Sofia
- 2015 : HK CSKA Sofia
- 2014 : HK CSKA Sofia
- 2013 : HK CSKA Sofia
- 2012 : Slavia Sofia
- 2011 : Slavia Sofia
- 2010 : Slavia Sofia
- 2009 : Slavia Sofia
- 2008 : Slavia Sofia
- 2007 : Akademik Sofia
- 2006 : Akademika Sofia
- 2005 : Slavia Sofia
- 2004 : Slavia Sofia
- 2003 : Levski Sofia
- 2002 : Slavia Sofia
- 2001 : Slavia Sofia
- 2000 : Slavia Sofia
- 1999 : Levski Sofia
- 1998 : Slavia Sofia
- 1997 : Slavia Sofia
- 1996 : Slavia Sofia
- 1995 : Levski Sofia
- 1994 : Slavia Sofia
- 1993 : Slavia Sofia
- 1992 : Levski Sofia
- 1991 : Slavia Sofia
- 1990 : Levski Sofia
- 1989 : Levski Sofia (Levski-Spartak)
- 1988 : Slavia Sofia
- 1987 : Slavia Sofia
- 1986 : CSKA-Hockey Sofia (CSKA "Septemvriysko zname" Sofia)
- 1985 : Slavia Sofia
- 1984 : CSKA-Hockey Sofia (CSKA "Septemvriysko zname" Sofia)
- 1983 : CSKA-Hockey Sofia (CSKA "Septemvriysko zname" Sofia)
- 1982 : Levski Sofia (Levski-Spartak)
- 1981 : Levski Sofia (Levski-Spartak)
- 1980 : Levski Sofia (Levski-Spartak)
- 1979 : Levski Sofia (Levski-Spartak)
- 1978 : Levski Sofia (Levski-Spartak)
- 1977 : non disputé
- 1976 : Levski Sofia (Levski-Spartak)
- 1975 : CSKA-Hockey Sofia (CSKA "Septemvriysko zname" Sofia)
- 1974 : CSKA-Hockey Sofia (CSKA "Septemvriysko zname" Sofia)
- 1973 : CSKA-Hockey Sofia (CSKA "Septemvriysko zname" Sofia)
- 1972 : CSKA-Hockey Sofia (CSKA "Septemvriysko zname" Sofia)
- 1971 : CSKA-Hockey Sofia (CSKA "Septemvriysko zname" Sofia)
- 1970 : Mineur Pernik (Krakra Pernik)
- 1969 : CSKA-Hockey Sofia (CSKA "Septemvriysko zname" Sofia)
- 1968 : Metalurg Pernik
- 1967 : CSKA-Hockey Sofia (CSKA "Cherveno zname" Sofia)
- 1966 : CSKA-Hockey Sofia (CSKA "Cherveno zname" Sofia)
- 1965 : CSKA-Hockey Sofia (CSKA "Cherveno zname" Sofia)
- 1964 : CSKA-Hockey Sofia (CSKA "Cherveno zname" Sofia)
- 1963 : Cerveno Zname Sofia
- 1962 : Cerveno Zname Sofia
- 1961 : Cerveno Zname Sofia
- 1960 : Cerveno Zname Sofia
- 1959 : Cerveno Zname Sofia
- 1958 : Cerveno Zname Sofia
- 1957 : non disputé[2]
- 1956 : Cerveno Zname Sofia
- 1955 : Torpedo Sofia
- 1954 : Slavia Sofia (Udarnik Sofia)
- 1953 : Slavia Sofia (Udarnik Sofia)
- 1952 : Cerveno Zname Sofia
- 1951 : Cerveno Zname Sofia
- 1950 : Akademika Sofia (Akademik Sofia)
- 1949 : CSKA-Hockey Sofia (CDNV Sofija)
- 1948 : non disputé
- 1947 : non disputé
- 1946 : non disputé
- 1945 : non disputé
- 1944 : non disputé
- 1943 : Napredak Ruse
- 1942 : Benkovski Sofia
- 1941 : Rakovski Sofia
- 1940 : "Hockey club" Sofia
- 1939 : Balkan Gabrovo
- 1938 : Atletik Sofia
- 1937 : Savata Sofia
- 1936 : HC Botev Sofia
- 1935 : "Hockey club" Sofia
- 1934 : Balkan Gabrovo
- 1933 : Savata Sofia
- 1932 : "Hockey club" Sofia
- 1931 : Slavia Sofia
- 1930 : Slavia Sofia
- 1929 : Slavia Sofia
- 1928 : Slavia Sofia
- 1927 : Atletik Sofia

## Équipes actuelles
En 2008, le championnat est séparé en deux groupes, le A regroupant les professionnels, et le B les équipes amateurs :

### Groupe A
- CSKA Sofia
- Levski Sofia
- Slavia Sofia
- Iceberg Sofia

### Groupe B
- Chervena Zvezda Sofia
- Dinamo Sofia
- Ledenite Dyavoli Sofia
- Torpedo Sofia